# La Mort de Staline (film)
Cet article concerne le film. Pour la bande dessinée, voir La Mort de Staline (bande dessinée).
Pour plus de détails, voir Fiche technique et Distribution.
La Mort de Staline (The Death of Stalin) est une comédie satirique britannico-franco-belge coécrite et réalisée par Armando Iannucci, sortie en 2017. Il s'agit de l'adaptation de la bande dessinée française homonyme de Thierry Robin et Fabien Nury.

## Synopsis
Le film débute par les deux concerts successifs du Concerto pour piano no 23 de Mozart interprété par la pianiste Maria Judina, le premier public puis  un second improvisé à la suite pour réaliser l’enregistrement demandé par Staline à la fin du premier concert. Pour obtenir des conditions acoustiques identiques, notamment par les applaudissements, des passants dans la rue viennent remplacer les spectateurs qui avaient déjà quitté la salle de concert. Le chef d’orchestre, victime d’une syncope, est remplacé par un chef ramené de son domicile, sorti brusquement du lit, alors que plusieurs arrestations sont menées par le NKVD (futur KGB). sur ordres directs de Staline qui a rédigé une liste tout en écoutant le Concert, avec Lavrenti Beria. Le chef d'orchestre remplaçant une fois arrivé, dirige le concert, toujours en pyjama. L'enregistrement fut ensuite confié à des agents du NKVD, pour le remettre à Staline qui s'impatiente dans sa Datcha.  Par la suite le dictateur fut victime d’une attaque à la lecture d’un billet accusateur inséré dans la pochette du disque par la concertiste dont les proches ont été assassinés sur ordre de Staline. Malgré le bruit de la chute sur le sol du dictateur, les gardes qui veillaient devant sa porte ne bougèrent pas de peur de déranger Staline, et que ce dernier les fasse exécuter ou envoyer au goulag.
Le film décrit par la suite les luttes de pouvoir à l’intérieur du cercle dirigeant (les 7 principaux membres du Politburo) qui s’amorcent dès l’agonie de Staline en mars 1953 et se développent dans les jours suivant, jusqu'aux funérailles. L’action du film se termine par l’exécution de Beria, le chef du NKVD et le plus déterminé de tous, à obtenir a totalité du pouvoir. De plus, Beria faisait planer une menace sur les autres membres du bureau politique étant entré le premier dans le bureau de Staline pendant son agonie, pour récupérer dans son coffre les dossiers personnels de tous les membres du Politburo. De plus Beria en tant que chef du NKVD, était en opposition constante avec l'Armée Rouge et son chef le Maréchal Joukov, qui accepta de rejoindre le complot pour faire chuter Beria.
La scène finale montre Khrouchtchev — qui a été nommé entre-temps chef de l’Union soviétique — assistant à un concert de Mariya Judina, observé par Leonid Brejnev, qui le renversera onze ans plus tard.

## Fiche technique
Sauf indication contraire, les informations mentionnées dans cette section peuvent être confirmées par la base de données cinématographiques IMDb,  présente dans la section « Liens externes ».
- Titre français : La Mort de Staline
- Titre original : The Death of Stalin
- Réalisation : Armando Iannucci
- Scénario : Armando Iannucci, Ian Martin, David Schneider et Peter Fellows, d’après la bande dessinée homonyme de Thierry Robin et Fabien Nury (2010)
- Musique : Chris Willis
- Direction artistique : Jane Brodie et David Hindle
- Décors : Cristina Casali et Charlotte Watts
- Costumes : Suzie Harman
- Photographie : Zac Nicholson
- Montage : Peter Lambert
- Production : Nicolas Duval Adassovsky, Kevin Loader, Laurent Zeitoun et Yann Zenou
- Sociétés de production : Main Journey et Quad Productions ; Gaumont ; La compagnie cinématographique, France 3 Cinéma, Panache Productions (coproduction)
- Sociétés de distribution : eOne Films (Royaume-Uni), Gaumont Distribution (France), September Films (Belgique), Entract Films (Québec), Elite Films (Suisse romande)
- Pays de production :  Royaume-Uni /  France /  Belgique
- Langue originale : anglais
- Format : couleur - 35 mm
- Genre : comédie noire
- Durée : 106 minutes
- Dates de sortie :
  - Canada : 8 septembre 2017 (festival international du film de Toronto)
  - Royaume-Uni : 20 octobre 2017
  - Québec : 23 mars 2018
  - Suisse romande : 28 mars 2018
  - France : 4 avril 2018
  - Belgique : 18 avril 2018

## Distribution
- Steve Buscemi (VF : Hervé Bellon) : Nikita Khrouchtchev, chef de la section moscovite du Parti communiste de l'Union soviétique
- Simon Russell Beale (VF : François Dunoyer) : Lavrenti Beria, Ministre de l'Intérieur de l'Union Soviétique
- Paddy Considine (VF : Philippe Valmont) : Andreiev
- Rupert Friend (VF : Anatole de Bodinat) : Lieutenant-général Vassili Djougachvili, fils de Staline
- Jason Isaacs (VF : Jérôme Keen) : Maréchal Gueorgui Joukov, commandant en chef de l'Armée rouge.
- Michael Palin (VF : Philippe Catoire) : Viatcheslav Molotov, Ministre des Affaires étrangères de l'Union Soviétique
- Andrea Riseborough (VF : Marie-Eugénie Maréchal) : Svetlana Allilouieva, fille de Staline
- Jeffrey Tambor (VF : Féodor Atkine) : Gueorgui Malenkov, Président du Conseil des ministres de l'Union soviétique
- Adrian Mcloughlin (VF : Jean-Claude Donda) : Secrétaire Général Joseph Staline
- Olga Kurylenko (VF : Marie Diot) : Maria Youdina, pianiste à Radio-Moscou
- Paul Whitehouse (VF : Pierre Tessier) : Anastas Mikoyan, Ministre du Commerce de l'Union Soviétique
- Paul Chahidi (VF : Philippe Peythieu) : Maréchal Nikolai Boulganine, Ministre de la Défense de l'Union Soviétique
- Dermot Crawley : Lazare Kaganovitch, Ministre du Travail de l'Union Soviétique
- James Barriscale : Maréchal Kliment Vorochilov
- Leeroy Murray : Maréchal Alexandre Vassilievski
- Daniel Fearn : Maréchal Ivan Koniev
- Luke D'Silva : Général Kirill Moskalenko, commandant du district militaire de Moscou
- Gerald Lepkowski : Léonid Brejnev
- Dave Wong : Zhou Enlai, Premier ministre chinois
- Richard Brake (VF : Eric Marchal) : coach Anatoli Tarassov, entraîneur de l'équipe soviétique de hockey sur glace
- Diana Quick : Polina Jemtchoujina, épouse de Viatcheslav Molotov
- Justin Edwards (en) : Spartak Sokolov
- Tom Brooke : Sergei
- Nicholas Woodeson : Boris Bresnavich
- Karl Johnson (en) (VF : Frédéric Cerdal) : Dr Lukomsky
- Cara Horgan : Lidiya Timashuk
- Jonathan Aris : Mezhnikov
- Roger Ashton-Griffiths : musicien de Radio-Moscou
- Sylvestra Le Touzel : Nina Khrouchtchev, troisième épouse de Nikita Khrouchtchev
- Paul Ready : agent Delov du NKVD

## Production

### Genèse et développement
Le lancement de la réalisation du film a été annoncé lors du Festival de Cannes 2016.

### Tournage
Armando Iannucci et l’équipe du tournage commencent les prises de vues le 20 juin 2016.

## Accueil

### Promotion

Logo Gaumont pour la promotion du film.

En août 2017, la bande annonce officielle est dévoilée. Parallèlement, le Parti communiste de la fédération de Russie exige que le film soit censuré dans le pays au prétexte qu'il discrédite la mémoire de Staline. En janvier 2018, le gouvernement décide d'empêcher la sortie du film sur son territoire. Pour Vladimir Medinski, le ministre russe de la Culture : « Beaucoup de gens d’âge mûr considèrent ce film comme une farce méprisante envers notre passé soviétique, envers notre pays qui a vaincu le fascisme, envers l’armée soviétique (…) et, plus rebutant encore, envers les victimes du stalinisme. »

### Festivals et sorties
La Mort de Staline est sélectionné et projeté le 8 septembre 2017 au Festival international du film de Toronto, avant la sortie nationale prévue le 20 octobre 2017 au Royaume-Uni.
En France, le film est sorti le 4 avril 2018.
Il est diffusé en avant-première le 2 février 2018 dans le cadre de la dixième semaine du cinéma britannique à Bruz.
À noter que le film s'est vu interdit de diffusion deux jours avant sa sortie en Russie par le ministère de la culture, au motif que le film « s'en prend à des symboles nationaux. ».

### Critiques
En France, le site Allociné recense une moyenne des critiques presse de 3,2/5.
Pour Samuel Douhaire de Télérama, « Armando Iannucci, maître de la satire politique l'a bien compris : dans son récit de l'agonie du « Petit Père des peuples », puis de sa guerre de succession éclair, l’angoisse des personnages est, à juste titre, permanente. Mais son intensité confine à l’absurde. Et transforme tout — les situations, les paroles, les êtres humains — en caricature. Donc, en farce. ».
Pour Jacques Mandelbaum du Monde, « Spécialiste de la satire politique à la mode anglaise, Armando Iannucci imagine pour son deuxième long métrage de nous plonger dans les coulisses sanglantes de la succession de  Joseph Staline. […] La Mort de Staline accuse toutefois quelques handicaps qui l'entravent. La langue anglaise, pour commencer, qui nuit au réalisme de la situation. Le côté théâtre de l'absurde, qui n'est pas à la mesure de l'ignominie du sujet ».
Pour Jean Serroy du Dauphiné Libéré « Les acteurs de la tragicomédie sont tous là, avec toute la vérité hilarante de la caricature, dans des jeux de pouvoir dont le machiavélisme a quelque chose de shakespearien. »

### Box-office
- France : 178 462 entrées[11]

## Distinctions

### Récompenses
- British Independent Film Awards 2017 :
  - Meilleur acteur dans un second rôle pour Simon Russell Beale
  - Meilleur casting pour Sarah Crowe
  - Meilleur maquillage pour Nicole Stafford
  - Meilleurs décors pour Cristina Casali
- 31e cérémonie des prix du cinéma européen : Meilleure comédie[12].

### Nominations et sélections
- Festival international du film de Dubaï 2017 : sélection « Cinema of the World »
- Festival international du film de Toronto 2017 : sélection « Platform »
- British Independent Film Awards 2017 :
  - Meilleur film
  - Meilleure réalisation pour Armando Iannucci
  - Meilleur scénario pour Armando Iannucci, David Schneider et Ian Martin
  - Meilleure actrice dans un second rôle pour Andrea Riseborough
- Magritte 2019 :
  - Magritte du meilleur film étranger en coproduction

## Commentaires
Le film surcharge satiriquement les circonstances de la mort, mais les présente néanmoins largement en fonction de la réalité historique. Staline n’a été retrouvé que de nombreuses heures après son accident vasculaire cérébral, car personne n’osait entrer dans sa chambre sans être sollicité  et sans qu’aucun médecin ne soit appelé tant que tous les membres du Politburo n’étaient pas réunis à la Datcha de Staline à Kuntsevo. La scène de la mort, dans laquelle Staline ouvre brièvement les yeux et lève un doigt menaçant, a ainsi été attestée par quelques personnes présentes. De même, il est conforme aux faits historiques que quelques-uns des meilleurs médecins de l’Union soviétique, y compris le médecin personnel de Staline, avaient été arrêtés peu de temps avant la mort de Staline dans le complot des blouses blanches visant principalement les médecins d’origine juive.
Beaucoup des scènes cinématographiques apparemment grotesques se sont réellement déroulées mais pas toujours dans les contextes montrés, car l’action cinématographique mélange la fiction, les événements réels à leur date exacte et ceux de l’année qui a suivi la mort de Staline en comprimant sur une  durée de quelques jours.
Iannucci  a dit: « Je ne veux pas dire que c’est un documentaire. L’intrigue du film est condensée, mais c’est une poésie inspirée de la réalité : mon but était que le public ressente cette terreur comme elle était perçue à l’époque ».
En effet, de nombreuses personnes, comme cela est historiquement prouvé, ont proclamé « Longue vie à Staline ! » avant leur assassinat par les commandos de Staline.
Le film diffère de la réalité historique dans plusieurs passages.
Le concert donné uniquement pour réaliser un enregistrement du concerto pour piano n ° 23 de Mozart pour Staline, a eu lieu non avant sa mort mais quelques années avant les événements décrits. Staline avait alors fait remettre en remerciement 50 000 roubles à la pianiste Maria Judina, qui l’aurait toutefois renvoyée au dictateur par une lettre dans laquelle elle avait écrit qu’elle donnerait cet argent à son église pour prier pour son âme en raison des crimes qu'il avait commis contre le peuple russe. Staline n'y répondit jamais. Cet enregistrement était sur le tourne-disques dans la chambre de Staline à sa mort. Staline écoute ce concerto dans le film une exécution ordinaire se déroulant les jours avant sa mort.
L’accident d’avion qui a causé la mort de la plupart des joueurs de l’équipe de hockey de l’association sportive WWS MWO Moscou a également eu lieu. Le fils de Staline, Vassili, forma une nouvelle équipe pour que son père n’apprenne pas l’accident d’avion.
Le sort de la fille de Staline, Svetlana, décrit dans le film, ne correspond pas à la réalité : elle a demandé l’asile à l’ambassade des États-Unis à New Delhi lors d’un voyage à l’étranger en Inde en 1966, ce qui lui a été accordé.
Contrairement à ce qui est montré, Vassili Staline n’a pas été autorisé à prononcer un discours lors des funérailles.
Plus de 500 personnes sont mortes dans les bousculades autour de la Place Rouge lors des funérailles le 9 mars 1953 mais contrairement à ce que montre le film, il n’y a pas eu d’exécutions de foules par les troupes de la police politique MGB sous les ordres de Béria.
L’arrestation de Béria se serait probablement déroulée à peu près comme dans la scène du film mais fin juin 1953 et non immédiatement après la mort de Staline. La date et la forme de son exécution  reste encore débattues par les historiens mais elle aurait eu lieu immédiatement après un jugement en décembre 1953.

### Documentation
- Dossier de presse La Mort de Staline